# Pleurothallis fluminensis
Pleurothallis fluminensis är en orkidéart som beskrevs av Guido Frederico João Pabst. Pleurothallis fluminensis ingår i släktet Pleurothallis och familjen orkidéer. Inga underarter finns listade i Catalogue of Life.